# جنگ استقلال اوکراین
جنگ استقلال اوکراین (انگلیسی: Ukrainian War of Independence) دوره‌ای از درگیری‌های شدید میان نیروهای سیاسی و نظامی بود که در طول سال‌های ۱۹۱۷ تا ۱۹۲۱ ادامه یافت. این درگیری‌ها به برپایی جمهوری اوکراین منتهی شد. این جمهوری بعدها به بخشی از اتحاد جماهیر سوسیالیستی شوروی تبدیل گشت.
در این درگیری‌ها نیروهای دولتی، سیاسی و نظامی، از جمله ناسیونالیستهای اوکراین، آنارشیست‌ها، بلشویکها، امپراتوری اتریش-مجارستان، نیروهای مستعمراتی امپراتوری آلمان، امپراتوری عثمانی، پادشاهی بلغارستان، ارتش داوطلب روسیه سفید و نیروهای جمهوری دوم لهستان برای کنترل اوکراین پس از انقلاب فوریه در پادشاهی روسیه و همچنین نیروهای هم پیمان رومانی و فرانسه شرکت داشتند. درگیری‌های مذکور از فوریه ۱۹۱۷ تا نوامبر ۱۹۲۱ طول کشید و به جدایی اوکراین میان بلشویک‌ها ،لهستان و رومانی و چکسلواکی منجر شد. این درگیری به عنوان بخشی از جنگ‌های داخلی روسیه و نیز بسته شدن جبهه شرقی جنگ جهانی اول نیز بحساب می‌آید.

## پیشینه
در طول جنگ جهانی اول اوکراین در خط مقدم قرار داشت. با شروع سال ۱۹۱۷ بعد از تهاجم بروسیلوف ارتش امپراتوری روسیه مناطق ولینیا و گالیسیای شرقی را مجدداً تصرف کرد. انقلاب فوریه سال ۱۹۱۷ بسیاری از اقوام را در امپراتوری روسیه تشویق کرد تا خواهان خودمختاری و خود گردانی بیشتری شوند.
یک ماه بعد مردم اوکراین در کی یف اعلام کردند که این کشور یک حاکمیت خودمختار است و با دولت انتقالی روسیه روابط نزدیکی دارد و حاکمیت آن توسط یک شورای مرکزی سوسیالیستی اعمال می‌شود. دولت انتقالی در پتروگراد وفاداری اش را به جنگ غیر مردمی کرسنکی در تابستان ۱۹۱۷ اعلام کرد. این جنگ فاجعه‌ای تمام عیار برای ارتش روسیه بود. ضد حمله آلمان‌ها باعث شد که روسیه تمامی دست‌آوردهای سال ۱۹۱۶ را از دست بدهد و علاوه بر این روحیات ارتش هم در هم شکسته شود و در نتیجه نیروهای مسلح و دستگاه حاکم در سراسر امپراتوری روسیه فرو ریخت.
بسیاری از سربازان و افسران فرار کردند - به ویژه اوکراینی‌ها - ایمان به آینده امپراتوری را از دست دادند و به‌طور فزاینده‌ای احساس کردند شورای مرکزی خودگردان برایشان جایگزین مطلوب تری است. نستور ماخنوٰ آنارشیست اوکراینی فعالیت‌هایش را در جنوب اوکراین با خلع سلاح سربازان و افسران روسیه که از رودخانه هایخور عبور کرده بودند آغاز کرد، در حالی که در شرق حوضه رودخانه دونات، اتحادیه‌های کارگری تحت نفوذ بلشویک‌ها پی در پی اعتصاب به راه می‌انداختند.

## اوکراین پس از انقلاب روسیه

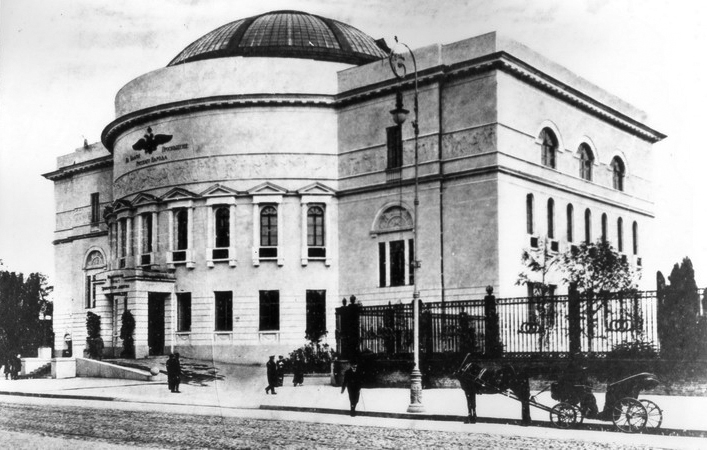
موزه آموزشی به نام تزارویچ اولکسی 1909-1911، جایی که رادا مرکزی اوکراین در آن کار می کرد (امروزه - خانه معلم. کیف)

تمامی این رویدادها به انقلاب اکتبر در سنت پترزبورگ منجر شد. انقلابی که به سرعت در سراسر امپراتوری روسیه گسترش یافت. قیام کی یف در نوامبر ۱۹۱۷ منجر به شکست نیروهای امپراتوری روسیه در پایتخت شد. شورای مرکزی خودگردان بسرعت قدرت را در کی یف بدست گرفت، در حالی که در اواخر دسامبر ۱۹۱۷ بلشویک‌ها یک جمهوری رقیب اوکراین را در شهر شرقی خارکوف (خارکیف) ایجاد کردند و در ابتدا نام این جمهوری را «جمهوری خلق اوکراین» نامیدند. بلافاصله در کی یف جنگ علیه شورای مرکزی اوکراین شروع شد.
در این شرایط بود که در ۲۲ ژانویه ۱۹۱۸ شورای مرکزی اوکراین اعلام استقلال کرد و روابط خود را با روسیه قطع نمود.

## میراث
از سال ۱۹۱۸ تا ۱۹۲۲بسیاری ترانه‌های فولکوریک ساخته شد که از مردم و حوادث این درگیریها الهام گرفته شده‌است
ترانه "ویبورنوم سرخ " ترانه‌ای ملی است که توسط استپان کارنتسکی تهیه شد ه است. ترانه" پیسنیا پرو تیوتیونیک" از رویدادهای مربوط به فرمانده تیپ ارتش خلق اوکراین یوری تیوتیونیک الهام گرفته شد. آهنگ دیگری که در این زمان نوشته شده بود "زا اوکرانیو" بود. این ترانه‌های جنگی دوباره در بخش غربی اوکراین پس از اعلام گلاسنوست توسط میخائیل گورباچف، دوباره به‌طور عمومی خوانده شد و بعد از استقلال اوکراین محبوبیت یافت.